# أدوات توجيه المروحية
أدوات توجيه المروحية (بالإنجليزية: Helicopter flight controls)‏ هي أدوات تستخدم لمساعدة الطيار بتحريك المروحية للحصول على سيطرة أفضل بإيروديناميكية الطيران. فعند أي تغيير بأدوات التحكم فإنها ترسل إشعارا ميكانيكيا للدوار مع تأثير ديناميكا الهواء على ريش الدوار، مما يمكن بالسيطرة على المروحية. فالإمالة للأمام والتأرجح للخلف، أو الإمالة الجانبية (الانعطاف)، فإن زاوية المواجهة لشفرات الدوار الرئيسي ستتبدل -تدور (cycled)- فخلال الدوران تنتج كميات مختلفة من الرفع عند نقاط مختلفة في الدائرة. فعند زيادة أو نقصان الرفع فإن زاوية المواجهة عند جميع الشفرات تتغير بشكل جماعي، بنفس الكمية بذات الوقت عند الارتفاع والهبوط أو أي تغيير بالسرعة.
تحتوي المروحية النموذجية على ثلاث أدوات تحكم بالطيران. وهي التدوير (cyclic)، والمجمع (Collective)، ودواسات المضادة لعزم الدوران (Anti-torque pedals). قد يرتبط عصا التدوير مع المجمع من خلال وحدة الخلط mixing unit عند بعض المروحيات حسب التشكيل، وهي أداة ميكانيكية أو هيدرولية تستقبل إشارات من كلا الأداتين ثم ترسل هذه الإشارة المستقبلة إلى أسطح التوجيه للحصول على النتائج المطلوبة. ويعتبر داعس الوقود throttle من ادوات التوجيه بسبب الحاجة إليه للمحافظة على سرعة لفات الدوار بالمروحيات الصغيرة دون الحاجة إلى منظم. 

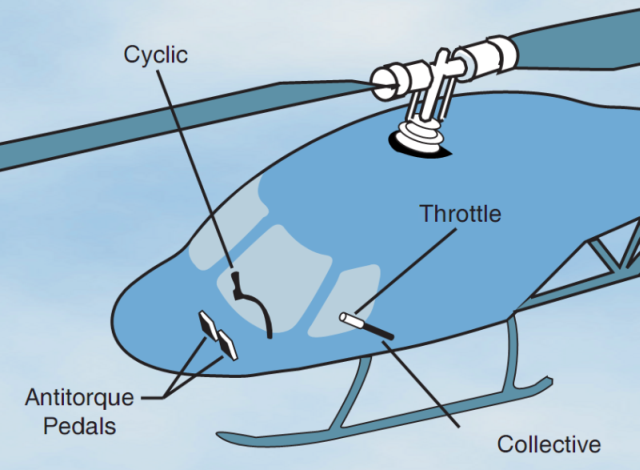
أماكن أدوات التوجيه بالمروحية

## أدوات التحكم

### التدوير
ذراع تحكم يدة التدوير يكون بالعادة ما بين أرجل الطيار ويسمى (بالإنجليزية: cyclic stick)‏ أو مجرد cyclic وهو مقبض القيادة للطائرة وهو ذراع سهل التمايل والتحريك. وقد سمي بهذا الاسم لأنه يغير التأرجح لريش الدوار بشكل دائري، بما ان زاوية ريش الدوار تتغير حسب موضعها خلال دورانها حول المحور، لذلك فجميع الريش تتغير زواياها بنفس المعدل ونفس المكان خلال الدورة الواحدة. فتحريك ذراع التدوير يعني تغيير بزاوية المواجهة وبالتالي ينشئ الرفع عن طريق الريشة التي تدور حول قرص الدوار، مما يجعل الريش ترتفع أو تنزل حسب الرفع.
إمالة القرص الدوار لاتجاه معين ينتج عنه تحريك الطائرة لنفس الاتجاه. فمثلا عندما يحرك الطيار ذراع التدوير للأمام، فإن قرص الدوار يميل للأمام، مما ينتج عن الدوار دفع للأمام. وعندما يدفع الطيار ذراع التدوير لليمين، فإن قرص الدوار يميل لليمين منتجا دفع لنفس الاتجاه، مسببا للمروحية بان تحوم باتجاه الجانبي أو لليمين خلال رحلتها للأمام.
بنظام الدوار يكون هناك تأخير ما بين نقطة خلال الدوران حيث التغيير بالتأرجح عن طريق أدوات التحكم بالطيران وما بين النقطة المطلوبة لظهور التغيير المطلوب خلال الطيران. وتلك الظاهرة اختلطت مع ظاهرة البدارية عند بعض هيئات الطيران وإن كان من الأفضل أن يشار إليها بمرحلة التأخير أو التخلف (phase lag). التخلف يتغير حسب هندسة نظام الدوار.

### المجمع
يوجد تحكم مجمع التأرجح (بالإنجليزية: collective pitch control)‏ أو المجمع collective على الجانب الأيسر من مقعد الطيار ويكون بوضع يمنع أي حركة غير مقصودة. وهو يغير من زاوية التأرجح لجميع الشفرات بشكل جماعي (بمعنى جميع الشفرات بنفس الوقت) وبصرف النظر عن موقع الريش. لهذا فعندما يرسل المجمع أي إشارة  فإن الشفرات تتغير بشكل متساو، مما ينتج عن المروحية زيادة أو نقصان بالارتفاع.

### دواسات مضادة لعزم الدوران
توجد تلك الدواسات (بالإنجليزية: Anti-torque pedals)‏ بنفس موضع دواسات الدفة للطائرات، وتعطي نفس الغرض، وهي تنظيم اتجاه مقدمة الطائرة خلال الطيران. فتطبيق الدواسة بالجهة المعطاة سوف يغير من التأرجح لشفرات دوار الذيل فتزداد أو تقل قوة الدفع الناشئة من دوار الذيل مما يسبب بمقدمة الطائرة بالانعراج (YAW) يمينا أو شمالا حسب الدواسة المضغوطة. فالدواسة تغير من تأرجح دوار الذيل ميكانيكيا مما يغير من كمية الدفع الناشئ منها.

### داعس الوقود
دوار المروحية مصمم بالعمل على عدد محدد من الدورات بالدقيقة (RPM). فداعس الوقود (throttle) يتحكم بالطاقة الناتجة من المحرك، ويكون متصل بالدوار عن طريق ناقل الحركة. فأهمية داعس الوقود هو المحافظة على قوة المحرك لإبقاء عدد الدورات بالدقيقة (RPM) للدوار ثابتة حسب الحدود الدنيا المطلوبة لإنتاج كمية كافية من الرفع خلال الطيران. يكون داعس الوقود بالمروحية ذات المحرك المفرد على ذراع المجمع ويحرك بلوي القبضة الدائرية، أما المروحية ثنائية المحرك فيكون لها ذراع خاص للتحكم بالوقود.
بالمروحيات ذات محركات المكبس فإن الطيار يحرك الداعس للمحافظة على عدد الدورات بالدقيقة. أما المروحية ذات المحرك التوربيني وبعض محركات المكبس فإنها تستخدم المنظم أو أنظمة تحكم كهروميكانيكية للمحافظة على معدل دوران الدوارات وتخفيف ضغط على الطيار للمتابعة الروتينية.
| الاسم                     | تحكم مباشر                                                   | تاثير أساسي                                                                                  | تأثير ثانوي | الاستخدام بالطيران                           | الاستخدام بالتحويم                |
| ------------------------- | ------------------------------------------------------------ | -------------------------------------------------------------------------------------------- | --- | -------------------------------------------- | --------------------------------- |
| التدوير (الأفقي)          | يغير من تأرجح شفرات الدوار الرئيسي يمين ويسار.               | يسبب بانحراف قرص الدوار الرئيسي يمينا ويسارا من خلال القرص المتراوح                          | ينشأ انعطاف (Roll) بالاتجاه المنتقل إليه                                                                                        | الالتفاف بالطائرة                            | للتحرك بالاتجاهات الجانبية        |
| التدوير (الطولي)          | يغير من تأرجح شفرات الدوار الرئيسي للأمام والخلف.            | يسبب بانحراف قرص الدوار الرئيسي للأمام والخلف من خلال القرص المتراوح                         | يسبب بمقدمة الطائرة بالانحدار تحت أو فوق                                                                                        | تحكم بوضع الطائرة                            | للحركة الأمامية والخلفية          |
| المجمع                    | مجموع زاوية المواجهة لريش الدوار الرئيسي خلال القرص المتراوح | زيادة أو نقص زاوية التأرجح لجميع ريش الدوار الرئيسي بشكل متساوي، لجعل الطائرة ترتفع أو تهبط. | زيادة أو خفض عزم الدوران. تنبيه: عند بعض المروحيات يكون داعس الوقود جزء من عصا المجمع، لتثبيت عدد الدورات بالدقيقة خلال الرحلة. | لتعديل الطاقة خلال تعديل انحراف ريشة الدوار. | لتعديل الهبوط أو السرعة العمودية. |
| دواسات مضادة لعزم الدوران | مجموع التأرجح المعطاة لريش الدوار الخلفي.                    | معدل الانعراج -يمينا ويسارا-.                                                                | زيادة أو نقصان عزم الدوران وعدد الدورات المحرك بالدقيقة (أقل من المجمع).                                                        | تعديل زاوية الانزلاق الجانبي                 | التحكم بمعدل الانعراج والوجهة     |

## حالات الطيران
هناك حالتان للطيران للمروحية: التحويم (hover) والطيران (forward flight)

### التحويم
يعتبر التحويم أكثر اللحظات خطورة خلال طيران المروحية. وذلك أن المروحية تنتج الرياح الخاصة بها خلال تحويمها، والتي تعاكس الهيكل وأسطح توجيه الطيران. ويجب أن تكون المحصلة هي ثبات المروحية عن طريق تواصل الطيار بادخال الأوامر لتعديل المروحية، بالرغم من صعوبة المهمة، إلا أن أدوات التحكم بالتحويم تكون بسيطة. فأداة التدوير تستخدم لمنع الانحراف الأفقي للطائرة، وهي تحكم الأمامي والخلفي، اليمين واليسار، والمجمع يستخدم للمحافظة على الارتفاع. والدواسات للمحافظة على الاتجاه. فالتداخل بين تلك الأدوات للتحكم يصعب من مهمة التحويم، فعندما يحتاج أي من أدوات التحكم إلى تصحيح، فإنه يجعل من الضروري تصحيح باقي أدوات التحكم فيجعل دورة ثابتة من التعديل.

### الطيران الأمامي
أدوات التوجيه للمروحية خلال الطيران الأمامي هي شبيهة للطائرات ذات الجناح الثابت. فإزاحة عصا التدوير للأمام يجعل من مقدمة الطائرة تتأرجح للأسفل مما يرفع من السرعة الجوية ويخفض بالارتفاع. تحريك عصا التدوير للخلف يجعل مقدمة الطائرة تتأرجح للأعلى، فتنخفض السرعة ويزداد الارتفاع. أما الزيادة بقوة المجمع خلال المحافظة على السرعة الجوية ثابتة سوف ينشأ الصعود، بينما تقليل المجمع فسينشأ الهبوط. تنسيق هذه المدخلات، ترجيع المجمع مع عصا التدوير للخلف أو مجمع للأعلى مع عصا التدوير للأمام، فالنتيجة هي التغيير بالسرعة بينما الارتفاع يكون ثابتا. الدواسات تعمل نفس العمل بالمروحية والطائرة وهي المحافظة على ثبات الطيران. ويكون ذلك بتفعيل الدواسات حينما يكون الاتجاه ضروريا للمحافظة عليه.

## فرق توجيه التأرجح
المروحية ذات دوارات محورية، يتطلب توجيه المروحية أداء مشترك ما بين الدوارين. أما المروحية ذات دوارات مترادفة فتستخدم فرق تأرجح المجمع لتغيير وضع مقدمة الطائرة. للتأرجح للأسفل وزيادة التسارع، فإن التأرجح الدوار الأمامي يقل بينما يزداد بالدوار الخلفي بشكل نسبي. والعكس تماما صحيح مع المروحية ذات دوارات متشابكة، فإنها تستخدم فرق تأرجح المجمع لعمل انعطاف للمروحية. جميع تلك التشكيلات تستخدم فرق تأرجح التدوير للتحكم بالحركة حول محور الانعراج (yaw axis)، بحيث تميل الدوارات بالاتجاه المعاكس لجعل الطائرة تدور حول محورها (Spin) باتجاه الدوار المائل.